# Kartolc
Kartolc (1899-ig Krtócz, szlovákul Krtovce) község Szlovákiában, a Nyitrai kerület Nagytapolcsányi járásában.

## Fekvése
Nagytapolcsánytól 12 km-re nyugatra fekszik.

## Története
1156-ban "Kortouc" néven említik először. Neve a szlovák krt (= vakondok) főnévből származik. 1349-ben "Kartholcz", 1358-ban "Kortolch" néven említik. A nyitrai váruradalomhoz tartozott, majd 1349 és 1554 között a zobori bencés apátság faluja volt. Később Léva várának tartozéka. A 19. században a Beniczki és a gróf Berényi család volt a földesura. 1715-ben 9 adózó háztartása volt. 1787-ben 21 házát 137-en lakták. 1828-ban 23 házában 160 lakos élt, akik főként mezőgazdasággal foglalkoztak.
Vályi András szerint "KRTOCZ. Tót falu Nyitra Várm. földes Urai G. Berényi, és több Uraságok, lakosai katolikusok, fekszik Sárfőnek szomszédságában, mellynek filiája, földgye, és réttye jó, legelője elég, piatzozása Bajmótzon"
Fényes Elek szerint "Krtócz, Nyitra m. tót falu, 160 kath., 5 zsidó lak. F. u. gr. Berényi, s a t. Ut. p. N. Ripény."
A trianoni békeszerződésig Nyitra vármegye Nagytapolcsányi járásához tartozott.

## Népessége
| Év:            | 1994. | 2004.   | 2014.   | 2024.   |
| -------------- | ----- | ------- | ------- | ------- |
| Emberek száma: | 296   | 320     | 316     | 288     |
| Eltérés:       |       | +8,10 % | -1,25 % | -8,86 % |

| Év:            | 2023. | 2024.   |
| -------------- | ----- | ------- |
| Emberek száma: | 287   | 288     |
| Eltérés:       |       | +0,34 % |

1910-ben 345, túlnyomórészt szlovák lakosa volt.
2001-ben 313 lakosából 306 szlovák volt.
2011-ben 303 lakosából 295 szlovák.

## Nevezetességei
Rózsafüzéres Szűz Mária tiszteletére szentelt római katolikus temploma 1870-ben épült, a korábbi reneszánsz templom átépítésével.

## Külső hivatkozások
- Községinfó
- Kartolc Szlovákia térképén
- E-obce.sk Archiválva 2008. szeptember 20-i dátummal a Wayback Machine-ben